# Englerina heckmanniana
Englerina heckmanniana är en tvåhjärtbladig växtart. Englerina heckmanniana ingår i släktet Englerina och familjen Loranthaceae.

## Underarter
Arten delas in i följande underarter:
- E. h. heckmanniana
- E. h. polytricha